# یلنا کوستانیچ توشیچ
 یلنا کوستانیچ توشیچ (انگلیسی: Jelena Kostanić Tošić؛ زاده ۶ ژوئیهٔ ۱۹۸۱) یک تنیس‌باز اهل کرواسی است.